# Volcán Imbabura
El Imbabura (Impapura o Tayta Impapura  en quechua) es un volcán que se encuentra ubicado en la provincia del mismo nombre en Ecuador, con una altura de 4.640 m s. n. m.
Al norte del volcán y en sus faldas, se encuentra la ciudad de Ibarra; y al sur, el Lago San Pablo, muy cerca de la ciudad de Otavalo. En Ecuador es conocido como Taita (papá en quichua) Imbabura. En la cultura indígena, el Taita Imbabura es esposo de Mamá Cotacachi, y la pareja tiene hijos como el Yana Urku (montaña negra), Piñan, las 3 lagunas de la zona (Yahuarcocha, Cotacachi y Lago San Pablo)

## Actividad volcánica
No se registra actividad termal, quizá se registre actividad microsísmica en la zona. Los cráteres del Imbabura, así como de sus conos permanecen sin mayor variación; expediciones realizadas no reportan actividad en los mismos. Se considera un volcán potencialmente activo que requiere ser vigilado.

## Véase también

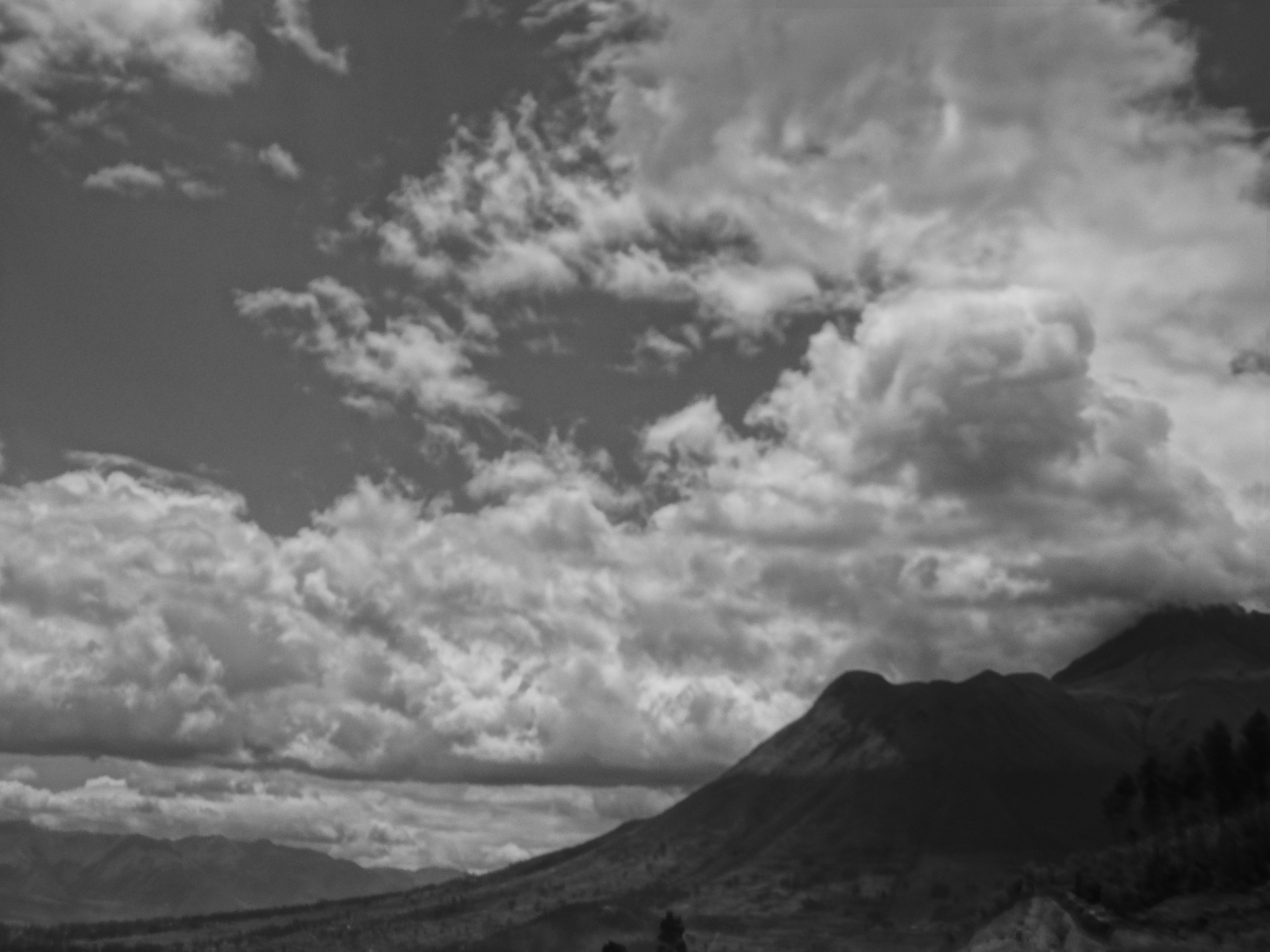
«Volcán Imbabura»